# Phomatosphaeropsis
Phomatosphaeropsis är ett släkte av svampar. Phomatosphaeropsis ingår i familjen Botryosphaeriaceae, ordningen Botryosphaeriales, klassen Dothideomycetes, divisionen sporsäcksvampar och riket svampar.
|                    | Fusicoccum                                    |
|                    |                                               |
|                    | Diplodia                                      |
|                    |                                               |
|                    | Macrophoma                                    |
|                    |                                               |
|                    | Dothiorella                                   |
|                    |                                               |
|                    | Macrophomina                                  |
|                    |                                               |
|                    | Microdiplodia                                 |
|                    |                                               |
|                    | Phyllostictina                                |
|                    |                                               |
|                    | Phyllosticta                                  |
|                    |                                               |
|                    | Thyrostroma                                   |
|                    |                                               |
|                    | Aplosporella                                  |
|                    |                                               |
|                    | Botryosphaeria                                |
|                    |                                               |
|                    | Guignardia                                    |
|                    |                                               |
|                    | Neofusicoccum                                 |
|                    |                                               |
|                    | Dichomera                                     |
|                    |                                               |
|                    | Sivanesania                                   |
|                    |                                               |
| Phomatosphaeropsis | \| \| Phomatosphaeropsis pinicola \| \| \| \| |
|                    | \| \| Phomatosphaeropsis pinicola \| \| \| \| |
|                    | Granulodiplodia                               |
|                    |                                               |
|                    | Discochora                                    |
|                    |                                               |
|                    | Phaeobotryon                                  |
|                    |                                               |
|                    | Auerswaldiella                                |
|                    |                                               |
|                    | Otthia                                        |
|                    |                                               |
|                    | Montagnellina                                 |
|                    |                                               |
|                    | Phaeobotryosphaeria                           |
|                    |                                               |
|                    | Lasiodiplodia                                 |
|                    |                                               |
|                    | Leptoguignardia                               |
|                    |                                               |
|                    | Neodeightonia                                 |
|                    |                                               |
|                    | Saccharata                                    |
|                    |                                               |
|                    | Neoscytalidium                                |
|                    |                                               |
|                    | Pseudofusicoccum                              |
|                    |                                               |
|                    | Phomatosphaeropsis pinicola                   |
|                    |                                               |

|  | Phomatosphaeropsis pinicola |
|  |                             |